# Activision
Activision Inc. (Nasdaq: ATVI) är en amerikansk datorspelsutvecklare och -förlag, majoritetsägd av konglomeratet Vivendi SA. Det grundades den 2 oktober 1979 och var det första fristående datorspelsföretaget. Grundarna var Jim Levy, Larry Kaplan, David Crane, Alan Miller, och Bob Whitehead, av vilka alla utom Jim Levy var före detta Atari-anställda.
Dess första produkter var spelkassetter till Atari 2600. Activision är idag ett av världens största tredjepartsförlag för datorspel i världen och var Amerikas framgångsrikaste datorspelsförlag år 2007.
Den 2 december 2007 offentliggjordes det att Activision skulle tas upp av Vivendi, som bidrog med sin egen speldivision, Vivendi Games, samt betalning för en majoritet av aktierna i den nya företagsgruppen. Sammanslagningen ägde rum den 9 juli 2008 och det nybildade företaget fick namnet Activision Blizzard. Activision fortsätter att existera som en del underställd Activision Blizzard och fortsätter att utveckla och publicera spel såsom Call of Duty och Guitar Hero, tillsammans med flera av serierna som tidigare ägdes av Vivendi Games och dess divisioner.

## Utvecklingsstudior
- Beenox i Québec, Québec i Kanada
- Bizarre Creations i Liverpool, Storbritannien[6]
- Budcat Creations i Las Vegas, Nevada, USA
- FreeStyleGames i Leamington, Storbritannien
- High Moon Studios i San Diego, Kalifornien, USA
- Infinity Ward i Los Angeles, Kalifornien, USA
- Luxoflux i Santa Monica, Kalifornien, USA
- Neversoft i Los Angeles, Kalifornien, USA
- Radical Entertainment i Vancouver, British Columbia, Kanada
- Raven Software i Madison, Wisconsin, USA
- RedOctane i Mountain View, Kalifornien, USA
- Shaba Games i San Francisco, Kalifornien, USA
- Sledgehammer Games i Foster City, Kalifornien, USA
- Toys For Bob i Novato, Kalifornien, USA
- Treyarch i Santa Monica, Kalifornien, USA
- Vicarious Visions i Albany, New York, USA
- Underground Development i Foster City, Kalifornien, USA